# Manny Ayulo
Manny Ayulo (ur. 20 października 1921 w Burbank (Kalifornia), zm. 16 maja 1955 w Indianapolis) – amerykański kierowca wyścigów Indianapolis 500 w latach 1950–1955, zaliczanych do klasyfikacji Formuły 1. Jeździł w bolidzie zespołów Kurtis Kraft, Lesovsky, Kuzma, Maserati. Wystartował w 6 wyścigach, raz dzieląc podium z Jackiem McGrathem. Zginął w czasie treningu do wyścigu Indianapolis 500 w 1955 roku.